# Municipio de Catholic Point
El municipio de Catholic Point (en inglés: Catholic Point Township) es un municipio ubicado en el condado de Conway en el estado estadounidense de Arkansas. En el año 2010 tenía una población de 486 habitantes y una densidad poblacional de 8,3 personas por km².

## Geografía
El municipio de Catholic Point se encuentra ubicado en las coordenadas 35°20′32″N 92°32′11″O / 35.34222, -92.53639. Según la Oficina del Censo de los Estados Unidos, el municipio tiene una superficie total de 58.53 km², de la cual 58,43 km² corresponden a tierra firme y (0,16 %) 0,1 km² es agua.

## Demografía
Según el censo de 2010, había 486 personas residiendo en el municipio de Catholic Point. La densidad de población era de 8,3 hab./km². De los 486 habitantes, el municipio de Catholic Point estaba compuesto por el 90,12 % blancos, el 7,82 % eran afroamericanos, el 1,03 % eran amerindios, el 0,21 % eran asiáticos y el 0,82 % eran de una mezcla de razas. Del total de la población el 2,06 % eran hispanos o latinos de cualquier raza.